# Elkan Bauer
Elkan Bauer   (Mikulov, 5 de juny de 1852 - Theresienstadt, 20 de setembre de 1942) va ser un compositor i amic austríac i contemporani de Johann Strauss II nascut a Nikolsburg, el 4 d'abril de 1852.

## Biografia
Tot i ser incapaç de llegir ni escriure música, va xiular melodies que després es van transcriure i interpretar als quioscs exteriors de Viena. Després de ser presos pels alemanys el 1942, els nazis van cremar totes les seves possessions, inclosa la seva casa, els seus documents i les seves puntuacions. Va ser assassinat al camp de concentració de Theresienstadt a l'edat de noranta anys, el 20 de setembre de 1942.
Miraculosament, gràcies a un cosí que havia fugit amb la seva família a Anglaterra abans de la Kristallnacht, van sobreviure dues partitures del seu vals musical inèdit ("Avió vals" i "Diana vals"). L'escriptora Elisa Springer, la seva neta materna, que va escriure un llibre, Das Schweigen der Lebenden (El silenci dels vius), va conservar aquestes partitures.